# 1995 GJ
1995 GJ는 태양계 카이퍼 벨트 해왕성 횡단 천체 또는 큐비원족으로 추정되는 소행성이다. 계산된 거리와 밝기를 기반으로 직경은 약 175km로 추정된다. 이 소행성은 4월 3-4일 밤에 하와이 마우나케아 천문대에서 6번동안 관찰한 이후로 더 이상 별견되지 않고있다. 데이비드 C. 주잇과 J.첸에게 발견되었다.